# Нахов (Калинковичский район)
Нахов (бел. Нахаў) — деревня, центр Наховского сельсовета Калинковичского района Гомельской области Беларуси.

## География

### Расположение
В 30 км на северо-восток от Калинкович, 2 км от железнодорожной станции Нахов (на линии Гомель — Лунинец), 102 км от Гомеля.

### Гидрография
На юге и западе мелиоративные каналы. Расположен исток реки Вить.

## Транспортная сеть
Транспортные связи по просёлочной, затем автомобильной дороге Гомель — Лунинец. Планировка состоит из чуть изогнутой улицы, ориентированной с юго-запада на северо-восток, к югу которой присоединяется прямолинейная улица с 2 переулками. Застройка преимущественно деревянная усадебного типа.

## История
По письменным источникам известна с конца XVIII века как деревня в Мозырском уезде Минской губернии. В 1795 году владение Ракитских. В 1876 году дворянин Радиевский владел в деревне 55 десятинами земли. В 1879 году обозначена как селение в Носовичском церковном приходе. С 1896 года действовало почтовое отделение. Согласно переписи 1897 года рядом находились одноимённый хутор и деревня, в которой жили староверы находился староверческий молитвенный дом. В 1908 году в Василевичской волости Речицкого уезда деревни Нахов Старый и Нахов Новый.
С 8 декабря 1926 года центр Наховского сельсовета Василевичского, с 4 августа 1927 года Речицкого, с 5 апреля 1935 года Мозырского, с 20 февраля 1938 года Василевичского, с 16 сентября 1959 года Калинковичского района Речицкого, с 9 июня 1927 года Гомельской (до 26 июля 1930 года) округов, с 20 февраля 1938 года Полесской, с 8 января 1954 года Гомельской областей.
В начале 1929 года организован колхоз, работали смоловарня и деревообрабатывающая мастерская. В 1930 года работали школа, отделение потребительской кооперации, клёпочный завод. Во время Великой Отечественной войны в 1941-43 годах оккупанты сожгли 80 дворов и убили 2 жителей. На фронтах и в партизанской борьбе погибли 76 жителей, в память о них в 1971 году в центре деревни установлена стела. Согласно переписи 1959 года центр колхоза «50 лет Октября», располагались лесопилка, мельница, 8-летняя школа, клуб, библиотека, фельдшерско-акушерский пункт, детский сад, отделение связи, магазин.

## Население

### Численность
- 2004 год — 162 хозяйства, 429 жителей.

### Динамика
- 1795 год — 3 двора.
- 1897 год — 20 дворов, 130 жителей; в одноимённых хуторе и деревне 41 двор, 255 жителей (согласно переписи).
- 1908 год — Нахов Старый 26 дворов, 162 жителя и Нахов Новый 32 двора, 195 жителей.
- 1930 год — 184 двора, 814 жителей.
- 1940 год — 180 дворов, 754 жителя.
- 1959 год — 348 жителей (согласно переписи).
- 2004 год — 162 хозяйства, 429 жителей.

## Известные уроженцы
- В. Д. Юрченко — Герой Социалистического Труда.